# Bader (Dolopo)
Bader is een bestuurslaag in het regentschap Madiun van de provincie Oost-Java, Indonesië. Bader telt 3306 inwoners (volkstelling 2010).